# 2619 Skalnaté Pleso
2619 Skalnaté Pleso eller 1979 MN2 är en asteroid i huvudbältet som upptäcktes den 25 juni 1979 av de båda amerikanska astronomerna Eleanor F. Helin och Schelte J. Bus vid Siding Spring-observatoriet. Den är uppkallad efter Skalnaté Pleso observatoriet.